# Mátray Erzsébet
Mátray Erzsébet, D. Mátray (Nagyvárad, 1936. november 14. –) magyar újságíró, szerkesztő, Mátray László testvére, Derzsi Ede felesége, özvegye.

## Élete
Szülővárosában végezte a középiskolát (1953), a Bolyai Tudományegyetem történelem szakán államvizsgázott (1959). Az Előre munkatársa. Műfaja a riport, tájak és emberek bemutatása. Férjével, az ismert röplabda-edzővel Párizsban járva (1969–70), onnan küldött lapjának tudósításokat. Hazatértük után lapjában a „Nagyvilág”-oldalt szerkesztette. Közölt a Dolgozó Nő, a Brassói Lapok hasábjain is.
Az Előre Kiskönyvtára sorozat számára magyarra fordította Horia Matei Évezredek kalózkrónikája című kötetét (1974), ugyanitt jelent meg férjével közösen írt sportemlékezés-gyűjteménye A labda kerek címmel (1975). A sorozat számára állította össze az Öt világrész utasai és Ide besüt a nap című riportgyűjteményeket (1975). Fejezettel szerepel a sorozat Az én szakácskönyvem című kötetében (Kovács Erzsébettel és Szűcs Olgával közösen, 1977). Írásaival jelen van a Kriterion Tenni és teremteni (1987) és Augusztusi képek (1989) című gyűjteményében.